# Bay Village (Boston)
Pour les articles homonymes, voir Bay Village.
Bay Village est un quartier de Boston, dans le Massachusetts, au nord-est des États-Unis. Anciennement appelé South Cove cette minuscule enclave qui comptait 1 312 habitants en 2010 vivant dans 837 maisons est un ancien hameau côtier où habitaient les artisans qui ont érigé les grandes demeures de Beacon Hill. Les remblais successifs, effectuées sur le pourtour du noyau initial de Boston, ont considérablement éloigné la mer du hameau qui s'est retrouvé au milieu de la ville. Il est connu pour ses maisons anciennes en briques.
À l'époque de la prohibition, on a aménagé des bars illégaux, appelés speakeasy à l'intérieur des coquettes maisons en briques rouges de Bay Village. Par la suite ces bars sont devenus des boîtes de nuit respectables jusqu’à la tragédie du Cocoanut Grove, qui fit 492 victimes, ne mette fin à cette glorieuse époque.
De nos jours, Bay Village regroupe une communauté de citadins dynamiques qui a sauvé le quartier de la démolition.

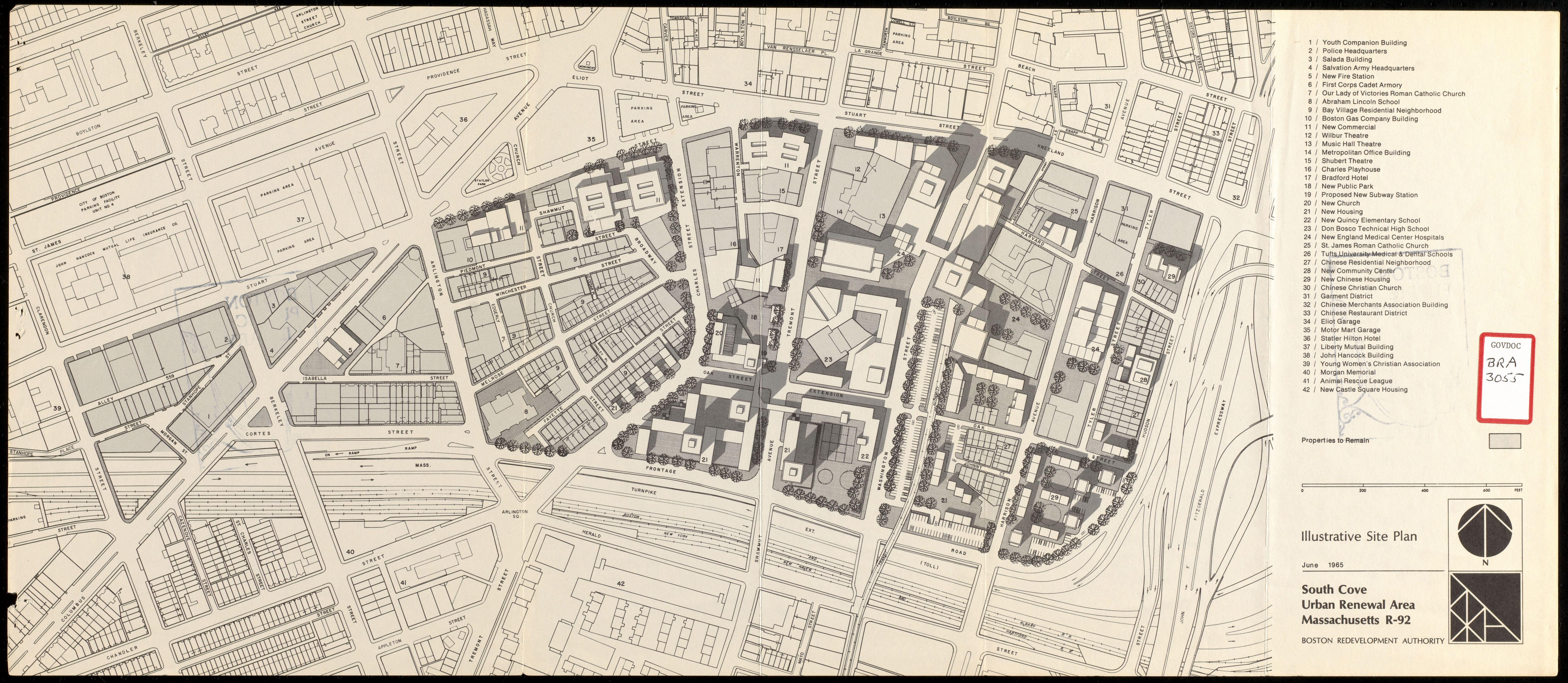
Plan de 1965 du renouvellement urbain de South Cove.

La communauté de Bay village organise des activités pour l'ensemble des Bostonniens résidant au centre-ville.

## Démographie
Au Recensement de 2010, la population du quartier s'élevait à 1 312 habitants contre 1 194 au Recensement de 2000 soit une augmentation de 9,9 %. Cette population est en grande majorité blanche (62,1 %), suivi par les Asiatiques (27,4 %), les autres groupes ethniques étant minoritaires : les Hispaniques (4,3 %)  et les Noirs (3,7 %). Le nombre de maisons est de 837 contre 800 en 2000. En 2010, 95,1 % de ces logements sont occupés (92,4 % en 2000).

## Transports

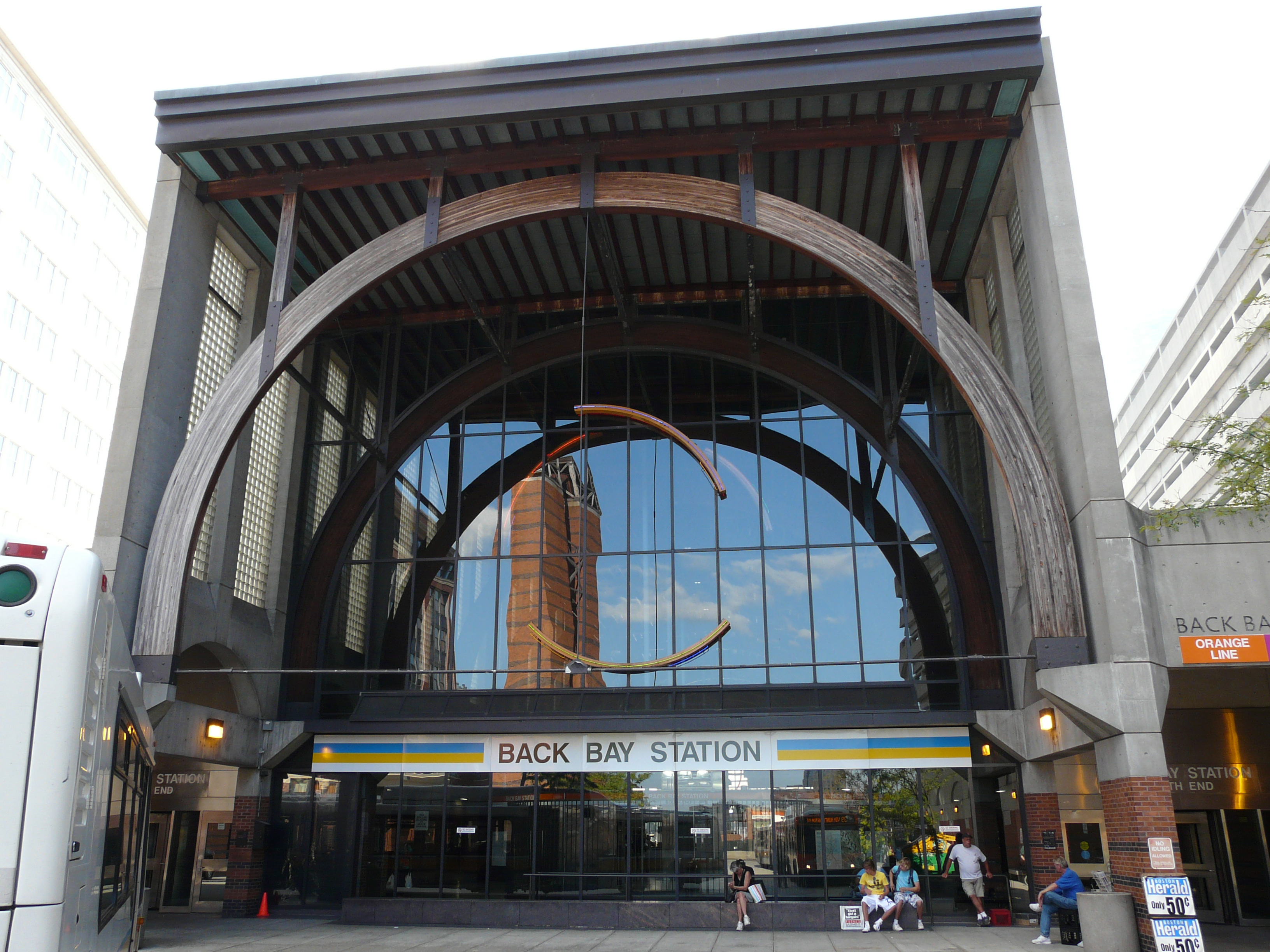
Entrée de Back Bay Station.

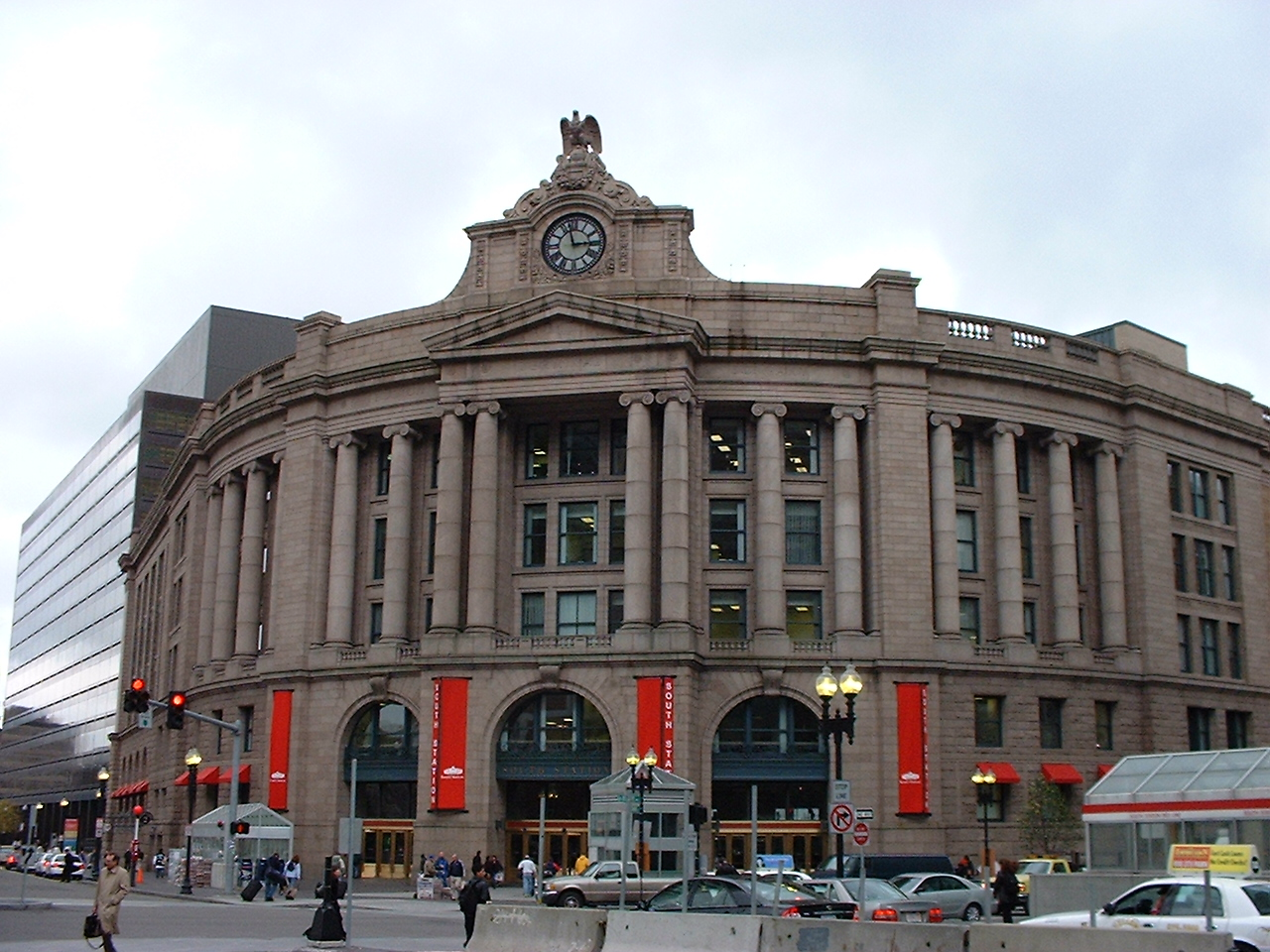
South Station.

Depuis 2013, le taux d'accessibilité piétonne fait de Bay Village le quartier le plus piéton de la ville de Boston, qui est elle-même classée troisième ville la plus piétonnes États-Unis avec un score élevé. Il a été attribué à Bay Village un Walk Score de 98 et un Transit Score de 100.
Plusieurs stations de transport en commun à haute capacité du Métro de Boston géré par la Massachusetts Bay Transportation Authority sont situées juste au-delà des limites de Bay Village, qui est également desservi par plusieurs lignes de bus locales. Les trains de banlieue et les trains longue distance Amtrak s'arrêtent à la gare de Back Bay et à South Station, respectivement à quelques minutes de marche à l'ouest et à l'est de Bay Village. Les services d'autobus interurbains partent de la gare routière régionale de South Station.
Le stationnement dans la rue est très rare dans Bay Village, et est surtout réservé aux détenteurs de vignettes de stationnement résidentiel. Le stationnement commercial est disponible dans de nombreux parkings situés à proximité ou dans le quartier. Les rampes d'accès à la Massachusetts Turnpike (Interstate 90 ) et à la John F. Fitzgerald Expressway (Interstate 93) se trouvent à une minute.